# Tosha Schareina
Tosha Schareina (Valencia, 3 giugno 1995) è un pilota motociclistico spagnolo di rally e motocross.

## Carriera
Formatosi in numerosi eventi svoltisi in Spagna, ha iniziato la sua carriera nel Rally Dakar con una moto KTM nel 2021, edizione nella quale ha ottenuto un tredicesimo posto nella classifica generale. Un dei suoi riferimenti è il pilota Joan Barreda, predecessore di Schareina nel team Honda.

## Risultati

### Rally Dakar
| Anno | Classe | Scuderia                  | Motocicletta          | Pos. | TV |
| ---- | ------ | ------------------------- | --------------------- | ---- | -- |
| 2021 | Moto   | FN Speed - KTM Team       | KTM 450 Rally Replica | 13°  | 0  |
| 2023 | Moto   | BAS World KTM Racing Team | KTM 450 Rally Replica | 13°  | 0  |
| 2024 | Moto   | Monster Energy Honda Team | Honda CRF450 Rally    | Rit  | 1  |
| 2025 | Moto   | Monster Energy Honda Team | Honda CRF450 Rally    | 2°   | 1  |

### W2RC
| Anno | Scuderia                  | Vettura             | 1       | 2       | 3       | 4     | 5     | Pos. | Punti |
| ---- | ------------------------- | ------------------- | ------- | ------- | ------- | ----- | ----- | ---- | ----- |
| 2024 | Monster Energy Honda Team | Honda CRF 450 Rally | DAK Rit | ABU Rit | POR 1   | DES 2 | MAR 1 | 3°   | 70    |
| 2025 | Monster Energy Honda HRC  | Honda CRF 450 Rally | DAK 2   | ABU 3   | SUD Rit | POR   | MAR   |      | 46    |

## Palmarès
- Endurocup: 2020
- FIM E-XPLORER World Cup: 2024
- 1 Hispania Rally: 2019
- 1 Rally Todo Terreno de Cuenca: 2020
- 2 Baja Aragón: 2022, 2023
- 1 BP Ultimate Rally Raid Portugal: 2024
- 1 Rally del Marocco: 2024